# Hadena luteocincta
Hadena luteocincta là một loài bướm đêm trong họ Noctuidae.